# Conträr Musik
Conträr Musik ist ein deutsches Musiklabel, das CDs von Künstlern aus den Bereichen Kabarett, Kleinkunst, Chanson, Liedermacher, Folk und Singer-Songwriter produziert und vertreibt.

## Geschichte und Besonderheiten
Das Musikunternehmen Conträr Musik (Produktion und Verlag) wurde 1993 gegründet und befindet sich im Vertrieb von Indigo. Die ersten Projekte umfassten Neuauflagen von Vinyl-Langspielplatten auf CD, die als vergriffen galten, darunter Aufnahmen von Wolfgang Neuss, Hannes Wader, Walter Hedemann und Dieter Süverkrüp. Später spezialisierte sich das Label auf die Veröffentlichung von bisher verschollenen Aufnahmen aus den Archiven der Rundfunkanstalten. So wurde zum Beispiel der einzige Mitschnitt des legendären Quartett '67 mit Franz Josef Degenhardt, Dieter Süverkrüp, Hanns Dieter Hüsch und Wolfgang Neuss wiederentdeckt und aufgelegt. Darüber hinaus wurden auch Produktionen mit jungen Künstlern wie Christoph Weiherer, LaLeLu und Michael Krebs veröffentlicht. Bekannte Liedermacher wie Bettina Wegner, Manfred Maurenbrecher, Barbara Thalheim, Hans-Eckardt Wenzel oder die holländische Band bots gehören heute zum Programm.

## Künstler
- René Bardet
- Konrad Beikircher
- Der Black
- bots
- Bömmes
- Cochise
- Bernies Autobahn Band
- Franz-Josef Degenhardt
- Jan Degenhardt
- Thomas Friz
- Fritz Grasshoff
- Arlo Guthrie
- Woody Guthrie
- Klaus Hoffmann
- Hanns Dieter Hüsch
- Ingo Insterburg
- Joana
- Knut Kiesewetter
- Dietrich Kittner
- Michael Krebs
- LaLeLu
- Robert Long
- Manfred Maurenbrecher
- Reinhard Mey
- Wolfgang Neuss
- Pankraz
- Quartett '67
- Peter Rohland
- Ulrich Roski
- Schobert und Black
- Martin Sommer
- Dieter Süverkrüp
- Hannes Wader
- Konstantin Wecker
- Bettina Wegner
- Hans-Eckardt Wenzel

## Auszeichnungen
Veröffentlichungen von Conträr Musik wurden mit dem Preis der deutschen Schallplattenkritik ausgezeichnet, unter anderem
- in der Kategorie Wortaufnahmen Kabarett: Hanns Dieter Hüsch: Gesellschaftsabend (Live-Aufzeichnungen 1974–1999)
- in der Kategorie Wortaufnahmen Kabarett: Wolfgang Neuss: Neuss Testament - Die Villon-Show (1997)
- in der Kategorie Folk und Folklore: Dieter Süverkrüp, Walter Andreas Schwarz: Erich Mühsam: Ich lade Euch zum Requiem (1995)
- in der Kategorie Folk und Folklore: Hans-Eckardt Wenzel: Ticky Tock - Wenzel singt Woody Guthrie (2003)

Ebenfalls wurden Conträr-Veröffentlichungen mehrmals auf der Liederbestenliste aufgeführt, so zum Beispiel
- 1997: Erster Platz für Für wen wir singen auf der CD Quartett '67
- 2009: Fünfter Platz für Der Black mit Wimpelpatriotismus
- 2011: CD des Monats Mai 2011 für Der Black mit Weitersagen
- 2011: CD des Monats Juni 2011 für Jan Degenhardt mit Schamlos